# Saluki
Il Saluki o levriero persiano è forse la più antica fra le razze canine conosciute, selezionata in epoca protostorica nella c.d. "Mezzaluna fertile" quasi 7000 anni fa. Largamente ammirato per la sua bellezza, velocità e resistenza il Saluki ha viaggiato nella storia attraverso il Medioriente con le tribù nomadi del deserto; difatti l'habitat e l'origine della razza includevano una regione compresa tra il Sahara e il Mar Caspio. Come risultato diretto, i tipi variavano in questa vasta area, principalmente nella taglia e nel mantello. Il Saluki, come tutti i levrieri fa parte della famiglia dei "cacciatori a vista" (sighthound in inglese); assomiglia al tazy.

## Storia
Forme canine simili al Saluki sono state selezionate nella Mezzaluna fertile per la caccia in branchi veloci: diverse porcellane rinvenute a Susa e databili al 4000 a.C. raffigurano agili cani da caccia del tipo levriero, seppur cristallizzino l'immagine di cani a orecchie diritte. Altri levrieri (sia Saluki sia Tesem) sono massicciamente raffigurati nei reperti egizi del Medio Regno ed a partire dalla XVIII dinastia egizia rileviamo la predominanza del Saluki sulle altre tipologie di levriero.
In Medioriente, i cani erano spesso considerati impuri, ma il Saluki era molto apprezzato dai Beduini. Talvolta i cani cacciavano in tandem con i falchi: questi ultimi trovavano la preda e poi il Saluki la raggiungeva. I Beduini in medio-oriente apprezzavano tale razza e li selezionavano secondo criteri estetici e di funzionalità nella caccia; essi dormivano con i padroni nelle tende per proteggersi dal calore del giorno e dal freddo della notte.
Il Saluki fu portato in Inghilterra nel 1840; non vi fu un vero interesse comunque, fino a che Florence Amherst importò il primo Arabian Saluki nel 1895 dai canili del principe Abdullah della Transgiordania. I cani del re Abdullah erano probabilmente originari delle aree curde della Siria.

## Descrizione

### Salute fisica
Come la maggior parte dei levrieri, il Saluki è una razza molto sana. Il Saluki ha un'aspettativa di vita discretamente lunga, in media 12-13 anni.

### Carattere
Un vero Saluki mantiene le qualità dei cani da caccia. Possono sembrare riservati e indifferenti. Essi apprendono velocemente ma si possono annoiare dalla ripetizione, così le sessioni di addestramento dovrebbero essere brevi e variate. Il Saluki necessita di esercizio regolare, però si comporta in modo tranquillo in casa. Essi non abbaiano molto ma "cantano" quando sentono che qualcosa non va o quando un membro della famiglia sta via per un lungo periodo di tempo. Vanno d'accordo con i bambini ma devono essere rispettati quando vogliono essere lasciati soli e riposare.
Sensibile e intelligente, il cane Saluki non dovrebbe mai essere addestrato usando la forza o le maniere forti. Sono di solito tranquilli e non abbaiano senza ragione. Il Saluki è più lento del Greyhound ma è molto più resistente. Può mantenere la sua notevole andatura anche fino a 4-6 chilometri, mentre lo sprint del Greyhound si esaurisce dopo 400-600 metri.

## Media
Nel film d'animazione Disney Oliver & Company del 1988, uno dei personaggi principali, Rita, è una femmina di razza Saluki.
Nel DLC del videogioco Cuphead, una dei boss è una femmina di Saluki, aiutata dai suoi compagni.